# كودا (فلم)
كودا (بالإنجليزية: CODA) هو فيلم كوميديا دراما من تأليف وإخراج سيان هيدر وبطولة إميليا جونز، اوخينيو ديربيز ومارلي ماتلن. صدر الفيلم في صالات السينما وعلى منصة أبل تي في + في 13 أغسطس 2021.

## قصة الفيلم
جميع أفراد عائلة روسي المقيمة في جلوشستر، ماساتشوستس، أمريكا، مصابون بالصمم، فيما عدا روبي الأبنة الصغرى. عائلة روبي تتكون من أخ أكبر، ليو، وأبوين، فرانك وجاكي، وتدير مشروع صيد، حيث تساعد روبي عائلتها في إدارته، وتنوي التفرغ له بعد الإنتهاء من شهادتها الثانوية.
وبسبب ظروف عائلتها الصحية، تُعتبر روبي منعزلة إجتماعية بمدرستها. وعندما تلاحظ أن حبيبها السري مايلز ينوي الإنضمام للكورال، تفعل مثله بلا تفكير. وفي أول يوم تدريب للكورال، يدعو المعلم، السيد برناردو فيلالوبوس، السيد ف إختصارا، أفراد الكورال لغناء أغنية «عيد ميلاد سعيد لك» حتى يتمكن من تقدير مكاناتهم الصوتية. وعندما تدرك روبي أنها ستغني أمام الطلاب، ينتابها الهلع وتهرب. لاحقا تعود للسيد ف وتوضح له تعرضها للتنمر وهي طفلة عندما كانت تتكلم بشكل مختلف عن الآخرين. فيوضح لها السيد ف أن بالكورال مكان لكل أنواع الأصوات ويصاب بالمفاجأة ثم ينتابه الإنبهار عندما يُدرك جمال صوت روبي الغنائي.
وبناء على طلب السيد ف تُشكل روبي مع مايلز ثنائيا غنائيا أثناء التدريب التالي. وتفشل محاولتهما الأولى لأنها تدربا بشكل منفصل، وهكذا يصمم السيد ف أن يتدربا سويا. تدعو روبي مايلز لبيتها للتدريب، لكن اصوات فرانك وجاكي العالية أثناء ممارستهما الجنس في الحجرة المجاورة تقاطع التدريب. ولاحقا في مقصف المدرسة تسمع روبي زملاءها يسخرون من الحادث. ثم يعتذر مايلز ويخبرها أنه لم يخبر أحد بالقصة سوى صديقه جاي والذي نشر القصة. لكنها لا ترغب في مواصلة الصداقة مع مايلز. وبنهاية الأمر تسامحه ويتابعان التدريب سويا وتنشأ علاقة بينهما.
وفي نفس الوقت يكافح فرانك وليو لإبقاء مشروع الصيد على قيد الحياة، حيث يتم فرض رسوم وعقوبات على المشروع من جانب الإدارة المحلية. واثناء أحد إجتماعات الإدارة، يتخذ فرانك موقفا ويعلن أنه سينشئ شركته الخاصة لتفادي القيود الجديدة وسيبيع السمك بنفسه، ويدعو الصيادين المحليين للإنضمام له. وتكافح الأسرة لوضع المشروع قيد التنفيذ وتعتمد على روبي لنشر الفكرة بين الأهالي.
ويشجع السيد ف روبي على التقديم للإنضمام لكلية بيركلي للموسيقى، وهي الكلية التي تخرج هو منها. ويعرض عليها دروسا خاصة للتدريب، حيث أنه يدرب مايلز بالفعل في دروس خاصة. توافق روبي لكن إنشغالها بمشروع العائلة الجديد يتسبب في تأخرها الدائم في حضور الدروس. ويضيق السيد ف ذرعا بتأخرها المستمر ويتهمها بتضييع وقته وعدم الإهتمام بالموسيقى بما يكفي.
وفي إحدى المرات، كان فرانك وليو يقومان بالصيد في غياب روبي، ويتم إيقافهما من قبل حرس الحدود، بعد عدم إستجابتهما لأبواق السفينة ولإشارات الراديو. يتم تغريمهما وإيقاف تصاريح الصيد بتهمة الإهمال. يقومان بمعارضة القرار قضائيا وينجحان في استعادة تصاريح الصيد بشرط أن يكون معهما شخص صحيح السمع على السفينة في كل الأوقات. تعلن روبي للعائلة أنها ستصرف النظر عن الإلتحاق بالجامعة وستنضم لمشروع العائلة بشكل دائم. يبتهج الوالدان لقرارها، لكن ليو يغضب ويصر أنهم قادرون على التكفل بالمشروع بدون مساعدة روبي.
تحضر عائلة روبى إحدى تدريبات الكورال، وبينما هم غير قادرون على سماع غناءها، يلاحظون الاستجابة الإيجابية من الحضور حولهم. وفي تلك الليلة يطلب فرانك من روبي أن تغني أغنية له بينما يقوم بتحسس أحبالها الصوتية، وتغمره المشاعر. تسافر العائلة كلها بعدها لبوسطن مع روبي لحضور بروفات كلية بيركلي. وقبل البروفة ترى روبي مايلز والذي يكشف لها عن فشله في البروفة ويتمنى لها النجاح. يتم منع عائلة روبي من الدخول لصالة الإستماع لكنهم يتسللون لإحدى الشرفات. تشعر روبي بالعصبية وبعدم الجهوزية، لكنها تستجمع ثقتها شيئا فشيئا عندما ترى عائلتها. ثم تغني أغنية «كلا الجانبين الآن» لجوني ميتشل، حيث يمكن لعائلتها فهم الأغنية.
لاحقا، يتم قبول روبي بكلية بيركلي. تبتهج عائلتها وأيضا السيد ف بالخبر وتدعو روبي مايلز لزيارتها في بوسطن في وقت ما. وفي نفس الوقت، يقوم العمال صحيحي السمع بشركة صيد العائلة بتعلم لغة الإشارة، مما يمكنهم من التواصل مع العائلة والتفاهم معها. جيرتي، صديقة روبي، تقوم بتوصيلها لبوسطن بالسيارة للإلتحاق بالكلية. وبينما تقوم العائلة بتوديع روبي، تغني لهم «أحبك للأبد» بينما تبتعد السيارة.

## روابط خارجية
مقالات تستعمل روابط فنية بلا صلة مع ويكي بيانات